# Église du Calvaire de Vienne
Pour les articles homonymes, voir Église du Calvaire.
L'église du Calvaire ou Kalvarienbergkirche est une église catholique romaine située à Vienne, dans le quartier de Hernals. Elle est dédiée à l'apôtre Barthélemy.

## Description
L'église légèrement surélevée est située sur la Sankt-Bartholomäus-Platz, dans le centre historique du quartier d'Hernals. Sa partie nord avec la façade de la tour est d'origine baroque, tandis que la partie sud avec le transept et l'abside ainsi que le bas-côté couvert du Calvaire entourant l'église sur trois côtés sont en style néo-baroque.
Au-dessus du portail principal, sur la façade avant avec le clocher de l'église, se trouve un balcon sur lequel il y a un groupe à trois personnages sur le thème Ecce homo du premier quart du XVIIIe siècle. À côté du portail se trouve un crucifix de 1863, pour lequel Sepp Zöchling a créé le sgraffite Pauvres Âmes vers 1960.

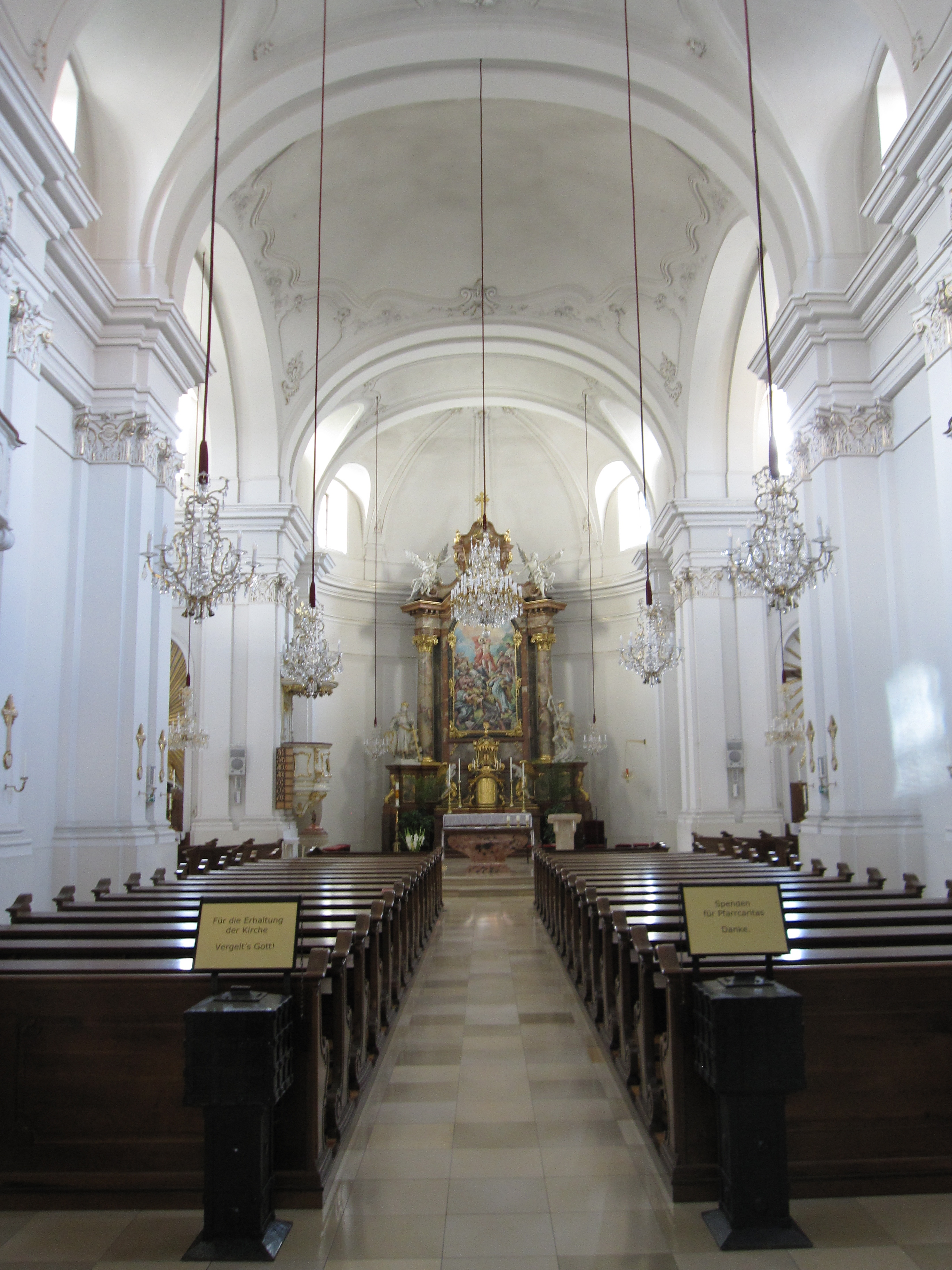
Vue intérieure vers le maître-autel

La maison du 3 Sankt-Bartholomäus-Platz a été construite comme école en 1831 et sert de presbytère depuis 1861. Le bâtiment avec sa façade Biedermeier a été agrandi en 1951.

## Histoire

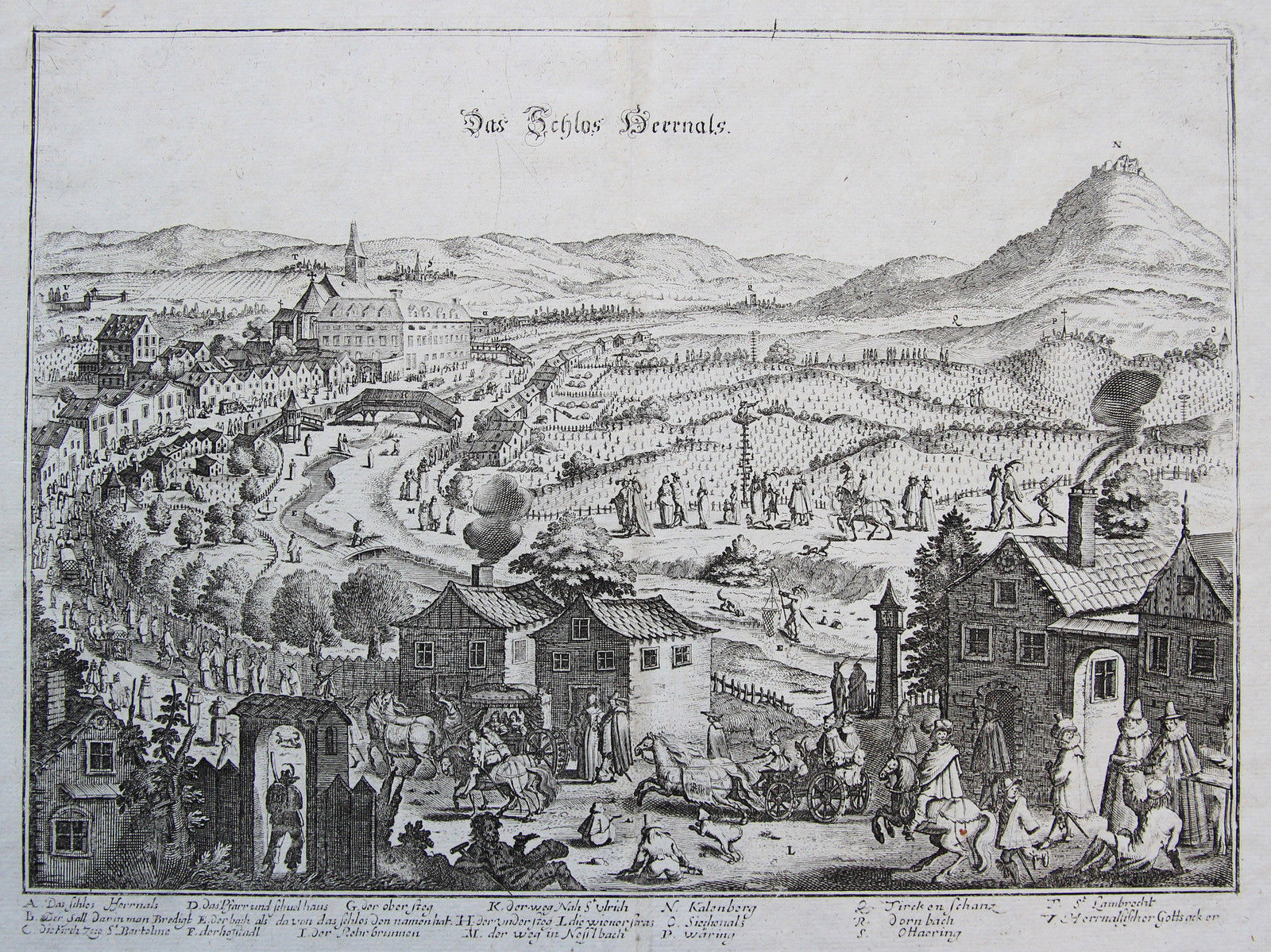
« Départ » des protestants à Hernals

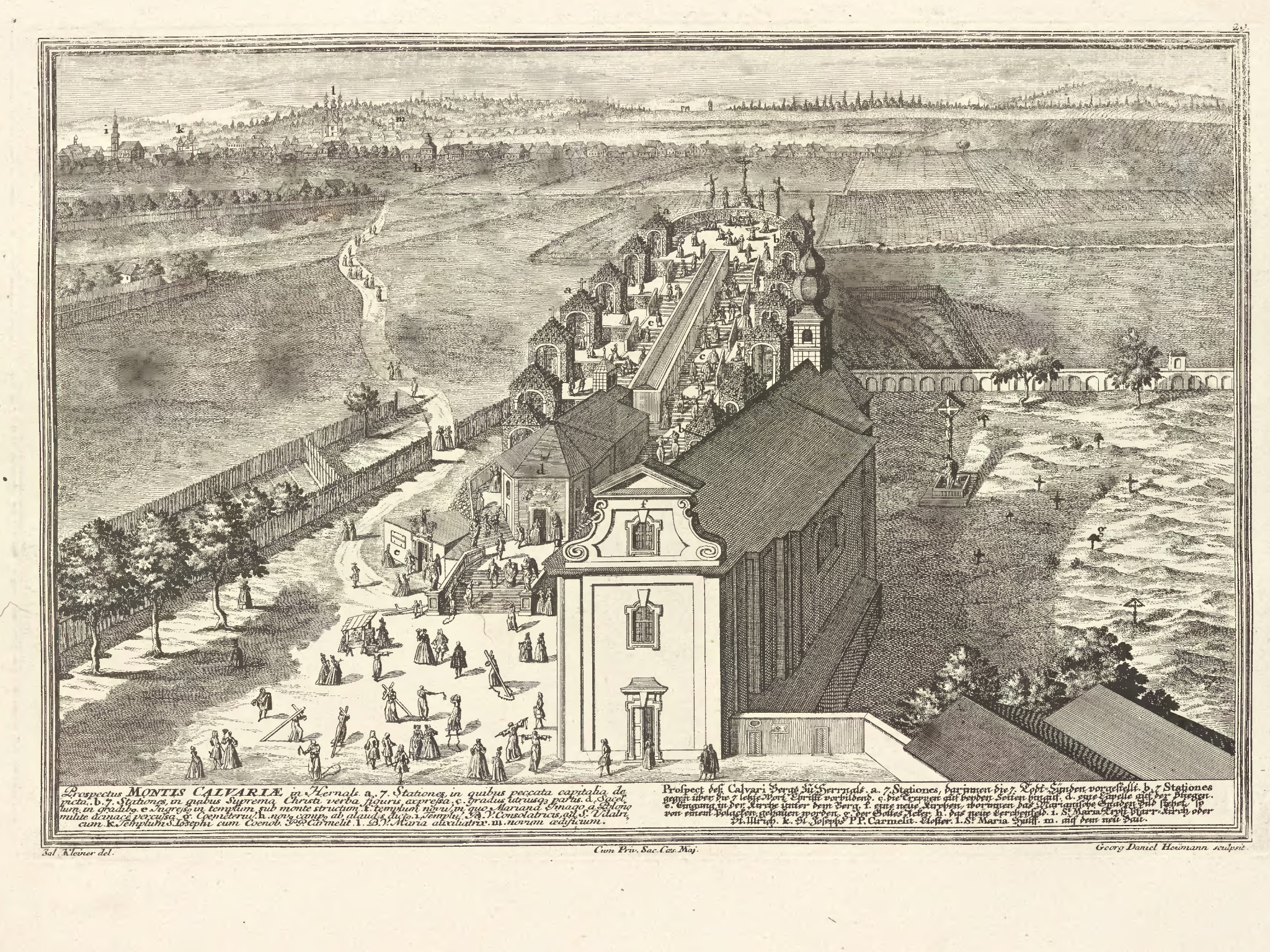
Le Calvaire 1724. Gravure de Salomon Kleiner.

L'ancienne église paroissiale d'Hernals, déjà dédiée à Saint-Barthélemy, fut mentionnée pour la première fois en 1301 et détruite en 1529 lors du premier siège turc de Vienne. Après sa reconstruction, elle devint une église évangélique luthérienne en 1548 ou 1568. Les services religieux protestants n'étaient pas possibles à Vienne. C'est pourquoi il y a eu un soi-disant « exode » des protestants viennois vers Hernals, qui était sous la juridiction de la famille noble protestante Jörger von Tollet. Parfois, jusqu'à dix mille croyants se rassemblaient dans et autour de l'église paroissiale d'Hernals et du château d'Hernals. À la suite de la violente Contre-Réforme menée par l'empereur Ferdinand II, l'église paroissiale d'Hernals redevient catholique en 1625.
Dans le cadre de la Contre-Réforme, une « église du Saint-Sépulcre » de style mauresque fut construite à côté de l'église en 1639 et un chemin de croix à sept stations fut aménagé entre Hernals et Vienne, le trajet entre la nouvelle église et la cathédrale Saint-Étienne correspondant à celui de la Via Dolorosa à Jérusalem. Comme le nouveau lieu de pèlerinage attirait des criminels et des prostituées, le pèlerinage fut de nouveau interrompu après 35 ans. Lors du deuxième siège turc de Vienne en 1683, l'église paroissiale, l'église du Saint-Sépulcre et le chemin de croix furent en grande partie détruits. En 1710, un groupe de citoyens viennois décida de reconstruire le chemin de croix d'Hernals, mais cette fois sous la forme d'un calvaire - d'où le nom d'église du Calvaire. Hernals est alors redevenu un lieu de pèlerinage très fréquenté et la kermesse de Hernals (Kirtag), encore célébrée aujourd'hui, s'est développé autour du Kalvarienberg. De 1720 à 1784, l'Ordre paulinien s'occupa de l'église du Calvaire, qui fut remplacée de 1766 à 1769 par un nouveau bâtiment.

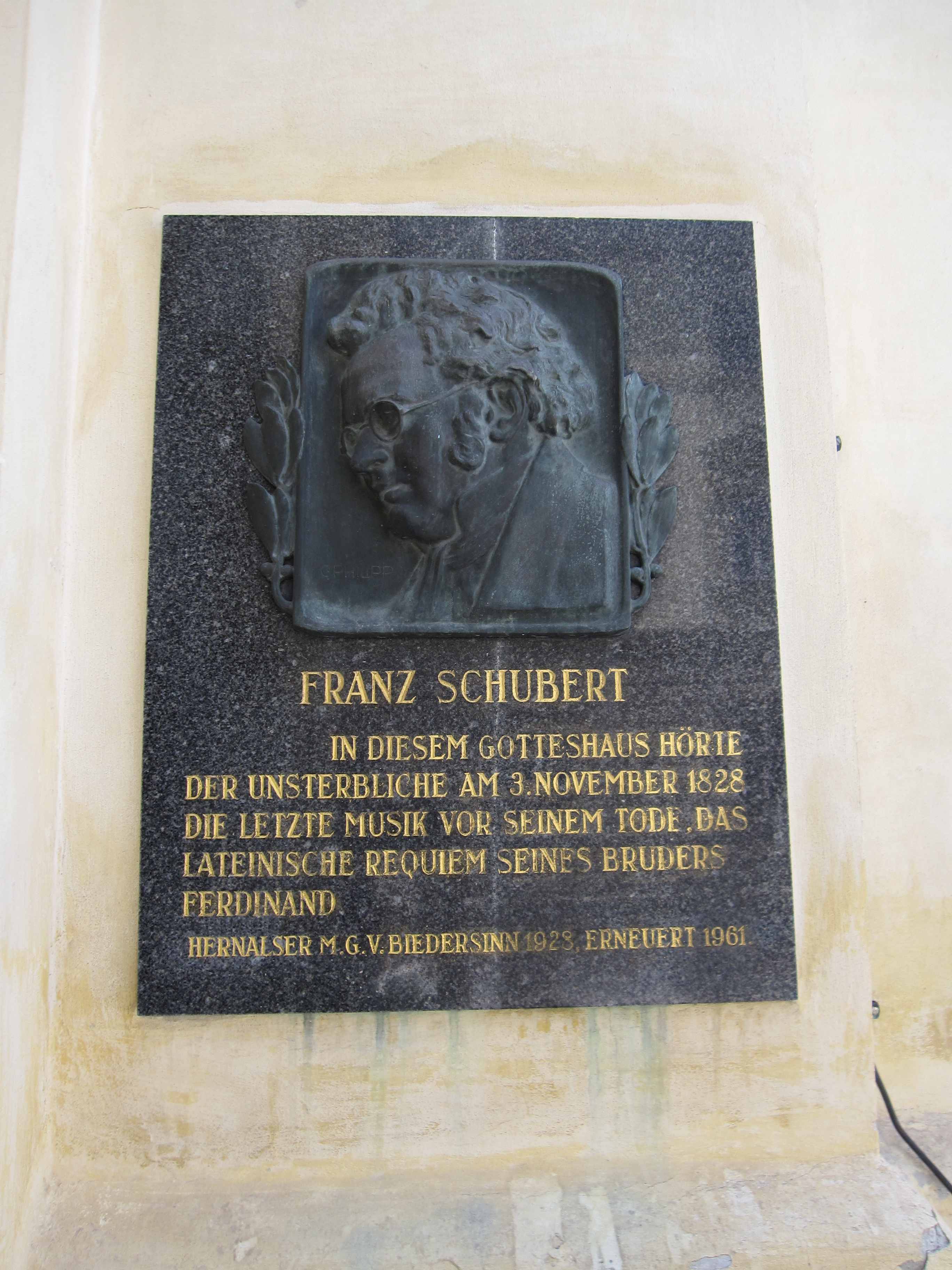
Plaque commémorative pour Franz Schubert

En 1784, l'église du Calvaire devint la nouvelle église paroissiale d'Hernals. L'édifice fut rénové de 1822 à 1828 et en 1831. Depuis 1928, une plaque commémorative rappelle que Franz Schubert a entendu ici la dernière musique avant sa mort en 1828, le Requiem latin de son frère Ferdinand Schubert. De 1889 à 1894, l'architecte Richard Jordan reconstruit et agrandit l'église, lui donnant sa forme actuelle. Le chemin de croix baroque, à l'origine indépendant, a été intégré au bâtiment de l'église et la partie sud néo-baroque a été édifiée.
L'église du Calvaire a été gravement endommagée par les raids aériens de la Seconde Guerre mondiale le 22 mars 1945. La reconstruction a été dirigée par l'architecte Hans Petermair, auteur de plusieurs restaurations d'églises à Vienne. Le premier service d'après guerre eut lieu à Pâques 1948. En 1955, l'église du Calvaire reçut ses quatre cloches, que les habitants d'Hernals appellent les « Cloches de la Liberté ». Ce nom vient du jour où les cloches ont été consacrées, le jour même de la signature du traité d'État autrichien. L'intérieur de l'église a été restauré de 1960 à 1966. L'église du Calvaire a été entièrement rénovée entre 1990 et 2000.

## Littérature
Le pèlerinage au calvaire d'Hernals fait l'objet du récit Les Pèlerins de Max Mell, publié en 1924 dans le volume Morgenwege. Des histoires et des légendes.

## Liens
- Franz Gstaltmeyr : L'église et le calvaire d'Hernals : une contribution à l'histoire de l'Église avec une attention particulière à la Réforme et à la Contre-Réforme. Thèse, Université de Vienne 1949
- Stéphanie Zabusch (éd.) : L'église du Calvaire d'Hernals. Musée du quartier Hernals, Vienne 1994
- Site Internet de la paroisse d'Hernals
- Hernalser Kirche sur le site internet Histoire de la Ville de Vienne